# Hidroperóxido terbutílico
Hidroperóxido terbutílico (tBuOOH) es un peróxido orgánico ampliamente usado en una variedad de procesos de oxidación, por ejemplo en la  epoxidación Sharpless. Normalmente se provee en solución acuosa a 69–70%. Su fórmula química es C4H10O2. 

## Aplicación
Industrialmente, el hidroperóxido terbutílico se usa como iniciador en polimerización por radicales libres. Por ejemplo, su reacción con propeno genera óxido de propileno y el subproducto terbutanol, el cual se puede deshidratar a isobuteno y convertirse en metil ter-butil éter (MTBE).

## Síntesis y producción
Se dispone de muchas rutas sintéticas, que incluyen:
- Reacción de peróxido de hidrógeno con isobutileno o con terbutanol en presencia de ácido sulfúrico.
- Autooxidación de isobutano con oxígeno.

## Seguridad
El hidroperóxido terbutílico es excepcionalmente peligroso, altamente reactivo, inflamable, tóxico, corrosivo en piel y en membranas mucosas. Por inhalación, causa síndrome de dificultad respiratoria aguda.
Para embarque, el Departamento de Transporte de los Estados Unidos, en la Hazardous Materials Table 49 CFR 172.101, prohíbe soluciones de este hidroperóxido y agua con concentraciones superiores a 90 %.
En algunas fuentes también tiene un rango NFPA 704 de 4 por salud, 4 por inflamabilidad, 4 por reactividad y potente como oxidante. Otras fuentes le atribuyen rangos inferiores: 3-2-2 o 1-4-4.